# Château de Ligny
Le Château de Ligny est un château situé à Ligny-en-Cambrésis, dans le département du Nord, au centre du village.

## Historique
La construction du château médiéval commença au IXe siècle. La tour ronde du château en est le dernier vestige. La légende dit que Jeanne d'Arc, en captivité, passa par Ligny.
Au XVIe siècle, le château est pris par les Français de la garnison de Cambrai car les Villers-au-Tertre auxquels appartenaient le château tenaient le parti de l'Espagne.
En 1996, le château est transformé en un luxueux hôtel.